# Ормузский пролив

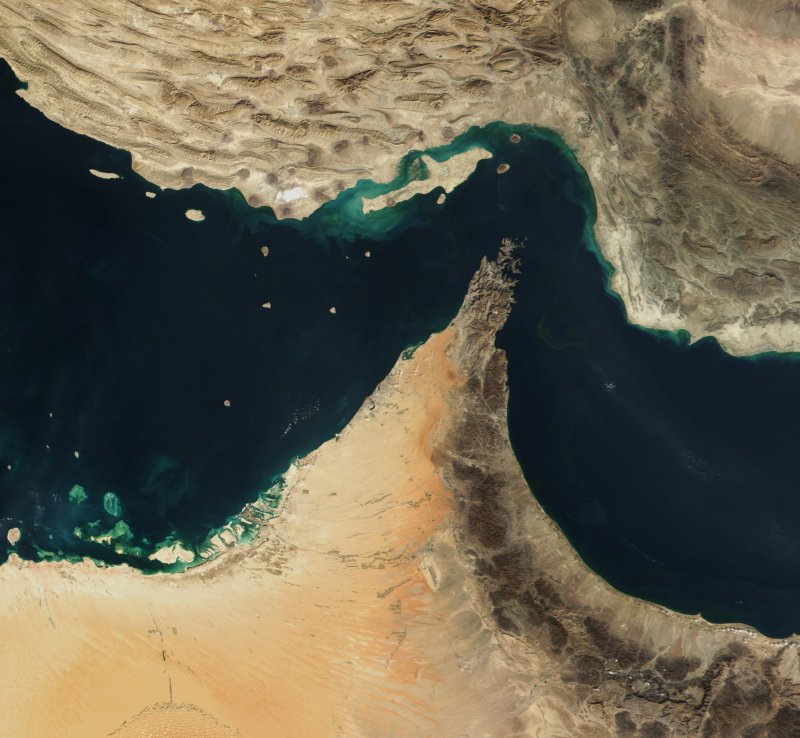
Вид со спутника

Орму́зский проли́в (араб. مَضيق هُرمُز‎ — Madīq Hurmuz, пролив Хурмуз; перс. تنگه هرمز‎ — Tangeh-ye Hormoz, пролив Хормоз) — узкий, стратегически важный пролив Аравийского моря, соединяющий Персидский залив на юго-западе с Оманским заливом на юго-востоке и далее с открытым океаном. Северное побережье принадлежит Ирану, а южное — Объединённым Арабским Эмиратам и полуанклаву Омана. Длина пролива составляет около 90 морских миль (167 км), а ширина варьируется от 52 морских миль (96 км) до 21 морской мили (39 км).
Ормузский пролив стратегически важен в международной торговле. Перевозка трети сжиженного природного газа и почти четверти потребляемой в мире нефти проходит через пролив.

## Этимология названия
Название происходит от острова Ормуз. Существует два варианта происхождения названия острова. Самой популярной является версия о происхождении названия от имени персидского бога Ахурамазды (Ормузд; перс. هرمز‎). Историки и лингвисты предлагают свою версию: слово «Ормуз» произошло от персидского هورمغ (Hur-mogh), что в переводе означает «финиковая пальма».

## География и геология
Пролив имеет длину 195 километров, а самое узкое место пролива шириной около 54 километров. Глубина достигает 229 метров. Пролив разделён на два транспортных канала шириной около 2,5 километра каждый, разделённые друг от друга 5-километровой буферной зоной. На настоящий момент пролив является единственным морским путём, позволяющим экспортировать газ и нефть, добываемые в странах Персидского залива, в третьи страны — в частности, в Японию, США и страны Западной Европы.
Возникновение Персидского залива и Ормузского пролива — результат смещения земной коры в очень далёком прошлом. Около 500 миллионов лет назад (докембрийский период) твёрдый слой земли представлял собой единую сушу. Благодаря движению земной коры и проникновению вод в образовавшиеся при этом разломы постепенно появились материки и океаны. Около 45 миллионов лет назад, в начале третьего геологического периода, возник Оманский залив, а приблизительно 35 миллионов лет назад, в середине третьего геологического периода, разлом Оманского залива стал шире, и его продолжение соединило Персидский залив с Оманским.
Ормузский пролив имеет форму полумесяца и располагается выпуклым краем в сторону внутренней части Иранского нагорья, в результате чего большая часть протяжённости его берега находится в Иране. Форма этого пролива показывает, как вода вдаётся в сушу и образует бухту в «горловине» Персидского залива. Южный берег Ормузского пролива, располагающийся в воде в форме выступа суши Аравийского полуострова, образует полуостров Мусандам, северная часть которого известна под одноимённым названием и принадлежит Оману.
Ширина этого пролива составляет почти сто морских миль, однако самое короткое расстояние между Ираном и Оманом равняется 21 миле и соединяет иранский остров Ларак (на севере) с оманским островом Большой Кувайн. Договор о границе между Ираном и Оманом был подписан 20 июля 1974 года и вступил в силу с 28 мая 1975 года. На основании данного договора длина линии границы, установленной с севера Оманского залива до северо-востока Персидского залива, составляет 124,8 миль. Эта пограничная линия в действительности представляет собой линию, делящую Ормузский пролив на две равные части, которая определена, принимая во внимание исходную линию берегов двух стран на севере и юге Ормузского пролива, и её расстояние по отношению к упомянутым берегам является одинаковым. Единственное исключение относится к области протяжённостью пятнадцать миль между иранским островом Ларак и оманским островом Большой Кувайн (Кувайн-Кябир), где 12 миль территориальных вод двух стран пересекаются друг с другом. В данном проливе располагается область Кешм, состоящая из четырёх островов — Кешм, Ормуз, Ларак и Хенгам, которая вместе с островами Большой Томб и Абу-Муса образует оборонительную линию Ирана. С точки зрения своей политической важности Ормузский пролив постоянно привлекает внимание, и даже его острова годами находились под оккупацией колониальных сил. Этот пролив — один из жизненно важных мировых водных путей нашего времени, и обеспечение огромной части потребностей разных стран в нефти, а также осуществление морских перевозок региона осуществляется через него. С военной точки зрения связь стран Персидского залива с Оманским заливом и Индийским океаном также стала причиной того, что эта область привлекает внимание как стратегический регион проведения операций. Согласно договору 1974 года между Ираном и Оманом, обе страны сообща несут ответственность за защиту этого узкого пролива и контроль за движением судов.

## Навигация

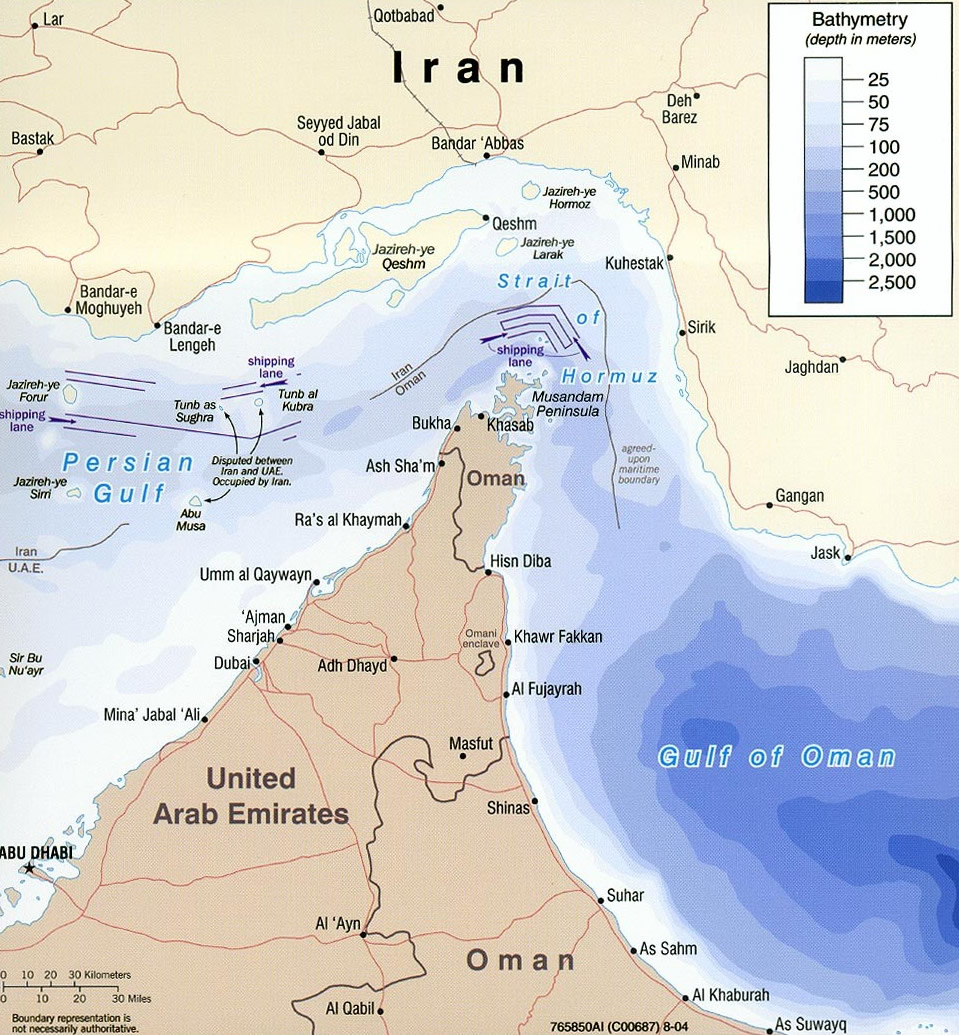
Карта Ормузского пролива с морскими политическими границами (2004 год).

Чтобы снизить риск столкновения, суда, движущиеся через пролив, следуют схеме разделения движения (TSS): входящие в Персидский залив суда используют одну полосу движения, а выходящие суда — другую, ширина каждой полосы составляет две мили. Полосы разделены «медианой» шириной в две мили.
Чтобы пересечь пролив, суда проходят через территориальные воды Ирана и Омана в соответствии с положениями транзитного прохода Конвенции Организации Объединённых Наций по морскому праву. Хотя не все страны ратифицировали Конвенцию, большинство стран, включая США, принимают эти обычные правила плавания, кодифицированные в Конвенции.
В апреле 1959 года Иран изменил правовой статус пролива, расширив свои территориальные воды до 12 морских миль (22 км) и объявив, что он признаёт только транзит через мирный проход через недавно расширенный район. В июле 1972 года Оман также своим указом расширил территориальные воды до 12 морских миль (22 км). Таким образом, к середине 1972 года Ормузский пролив был полностью «закрыт» объединёнными территориальными водами Ирана и Омана. В течение 1970-х годов ни Иран, ни Оман не пытались препятствовать прохождению военных кораблей через пролив, но в 1980-х годах обе страны выдвигали претензии, которые отличались от обычного (старого) права. После ратификации Конвенции ООН по морскому праву в августе 1989 года Оман представил декларации, подтверждающие его королевский указ 1981 года о том, что через его территориальные воды разрешён только мирный проход. В заявлениях далее утверждалось, что для того, чтобы иностранные военные корабли могли проходить через оманские территориальные воды, требовалось предварительное разрешение. После подписания конвенции в декабре 1982 года Иран внёс декларацию, в которой говорится, что «только государства-участники Конвенции по морскому праву имеют право пользоваться созданными в ней договорными правами», включая «право транзитного прохода через проливы, используемые для международных навигации». В мае 1993 года Иран принял всеобъемлющий закон о морских районах, некоторые положения которого противоречат положениям Конвенции ООН по морскому праву, включая требование о том, чтобы военные корабли, подводные лодки и атомные суда получали разрешение до осуществления мирного прохода через территориальные воды Ирана. США не признаёт ни одного из требований Омана и Ирана и оспаривает каждое из них.

## Экономическое значение
По данным Подразделения морской статистики Lloyd’s, в 2006 году через Ормузский пролив проходило 33 % глобального экспорта нефти по морю. Если учитывать нефтепродукты, то на долю пролива приходится около 40 % глобального экспорта нефти по морю. По данным на 2011—2013 годы, через пролив проходили 17 млн баррелей в сутки, то есть пятая часть мировых поставок нефти. Через пролив проходит более 90 % нефти, добываемой в странах Персидского залива (по состоянию на 2006 год). Эта нефть составляет до 13/23/73 процентов потребляемой нефти в США, странах Западной Европы и Японии, соответственно.

## События

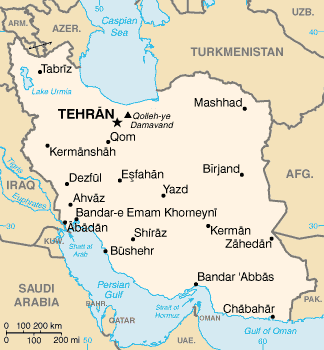
Карта Ирана. Ормузский пролив виден внизу по центру.

### Операция «Богомол»
18 апреля 1988 года ВМС США во время Ирано-иракской войны провели операцию против Ирана в Ормузском проливе и Персидском заливе. Операция получила название «Богомол» и была проведена в ответ на подрыв на иранской мине четырьмя днями ранее американского фрегата «Сэмюэль Б. Робертс». В ходе операции был потоплен иранский фрегат «Саханд» и ряд более мелких кораблей.

### Авиакатастрофа иранского рейса 655
3 июля 1988 года силами ВМС США в проливе был сбит иранский пассажирский самолёт Airbus A300, в результате чего погибло 290 человек. Существует множество версий случившегося, и в истории авиации эта трагедия считается одной из самых противоречивых.

### Инцидент между американскими и иранскими кораблями
6 января 2008 года пять патрульных катеров Корпуса стражей исламской революции приблизились менее чем на 200 метров к трём судам ВМС США, которые, по словам американского командования, находились в тот момент в международных водах. Запись, представленная капитаном одного из американских кораблей, свидетельствует о том, что катера КСИР угрожали открыть огонь по американцам. В ответ Иран опубликовал видеозапись, на которой имеет место только стандартный радиообмен.

### Угроза блокировки канала для транспортировки нефти Ираном в ответ на потенциальные санкции США (2011—2012)
28 декабря 2011 года вице-президент Ирана Мохаммад Реза Рахими выступил с резкой угрозой в ответ на экономические санкции, которые готовится ввести США, заявив, что его страна ответит на любое давление путём блокирования поставок нефти через Ормузский пролив, жизненно важную морскую артерию, через которую проходит примерно одна пятая часть всех мировых поставок нефти. Командующий ВМС Ирана адмирал Сайяри заверил, что перекрыть Ормузский пролив «легче, чем выпить стакан воды».
Представитель Госдепартамента США Марк Тонер назвал иранские угрозы «пустыми словами». Он уточнил, что заявления Рахими являются «ещё одной попыткой отвлечь внимание от продолжающегося несоблюдения Ираном международных ядерных обязательств».
Представитель Пентагона Джордж Литл заявил, что пролив «является жизненно важным для обеспечения не только стран региона, но и самого Ирана <…> Увеличение градуса напряжённости в Персидском заливе не нужно никому». Представитель Пятого флота ВМС США Ребекка Ребарич заявила, что США «всегда готовы дать ответ на недружественные действия». «Пятый флот является мобильной, направленной на выполнение многих задач силой, <…> всегда готовой обеспечить свободу мореходства».
США заявили, что предпримут силовые меры, если Иран попытается заблокировать Ормузский пролив. Об этом сообщил 8 января 2012 года в эфире американского телеканала CBS министр обороны США Леон Панетта.
«Наша позиция чрезвычайно ясна — США не будут мириться с перекрытием Ормузского пролива. Это та красная черта, которую нельзя переходить, и мы ответим на это», — заявил Панетта.
20 июля 2012 года Меджлис Ирана поддержал законопроект о перекрытии Ормузского пролива. Однако в итоге до реального перекрытия дело не дошло.

### Угроза блокировки канала со стороны Ирана в ответ на атаки Израиля и США на ядерные объекты (2025)
Летом 2025 года в результате израильской операции «Восходящий лев» и американской операции «Полуночный молот» были серьёзно повреждены ядерные объекты Ирана, а также погиб ряд высокопоставленных военных, высших руководителей КСИР и учёных-ядерщиков. После этих атак 22 июня вновь появилась информация со стороны представителей МИД, парламента, КСИР, советника верховного лидера Ирана аятоллы Али Хаменеи, что Иран рассматривает возможность блокировать Ормузский пролив. Окончательно решение остаётся за Советом национальной безопасности.